# Чопов, Михаил Алексеевич
Михаил Алексеевич Чопов (род. 1 июня 2006, Алматы, Казахстан) — казахстанский баскетболист, игрок клуба ПБК Астана, одного из ведущих баскетбольных клубов страны, регулярно выступающего в Единой лиге ВТБ и чемпионате Казахстана. Ранее играл за команды Champion и TwoSteps. Представлял юношескую сборную Казахстана (до 18 лет) на международных турнирах.

## Биография
Михаил Чопов начал заниматься баскетболом с раннего возраста. В 2019 году он присоединился к молодёжной академии TwoSteps и выступал за неё в юношеских соревнованиях.

## Клубная карьера

### TwoSteps (2020—2024)
С 2020 по 2024 год Чопов играл за команду TwoSteps, принимая участие в национальном чемпионате среди юношей.

### Champion (2024—2025)
В 2024 году он подписал контракт с клубом Champion, который выступает в Высшей лиге Казахстана.

### ПБК Астана (2025 — н.в.)
В 2025 году Чопов перешёл в ПБК Астана — ведущий профессиональный баскетбольный клуб Казахстана, регулярно выступающий в Единой лиге ВТБ. Подписание контракта с БК «Астана» было официально подтверждено изданием Sports24.kz.

## Международная карьера
Чопов представляет юношескую сборную Казахстана (до 18 лет). В 2024 году он помог сборной пройти отбор на Чемпионат Азии U18, который проходил в Аммане (Иордания).
В отборочном турнире Казахстан победил Киргизию (59:42) и Узбекистан (113:54), при этом Чопов набрал 12 очков в матче против Узбекистана. В самой финальной стадии турнира он отметился трёхочковым броском в матче против Японии.